# Umspannwerk Salzburg West
Das Umspannwerk Salzburg West ist eine Anlage der Salzburg AG, im Salzburger Stadtteil Maxglan. Es zeichnet sich durch eine sehenswerte moderne architektonische Gestaltung aus.

## Geschichte und Architektur
Das Umspannwerk für den Westen von Salzburg wurde 1996 vom Schweizer Architekturbüro Bétrix & Consolascio (Marie-Claude Bétrix, Eraldo Consolascio) mit Eric Maier geplant, die schon das Umspannwerk Mitte (Bau 1989–1995), das Heizkraftwerk Nord (1992–1995) und zu dieser Zeit auch das umstrittene Heizkraftwerk Mitte (Entwurf 1996, Bau 1999–2003) entworfen hatten. Es wurde ab 1997 errichtet und im Juli 1999 fertiggestellt.
Die Anlage steht mitten im Siedlungsgebiet Maxglan-Riedenburg, südlich der Stiegl-Gründe, und ist von allen Seiten einsichtig. Der Bau ist ein minimalistischer, unauffälliger, quaderförmiger Körper. Er wurde aus Stahlbeton und Holz gebaut und ist mit einem einzigen Fenster und semitransparenten Profilitglas-Elementen, die den Innenraum nur andeuten, ausgestattet. Sonst gibt es keinerlei Hinweis auf seine Funktion, und es bildet damit keinen technischen Fremdkörper im Wohngebiet. Dabei präsentiert sich jede Ansicht in anderem Erscheinungsbild. Das Innere überrascht als „hortus conclusus“, und umfasst die Leistungstransformatoren, Freiluftschaltanlage, Werkstätten, Warte und Kabelkeller.

## Technische Ausstattung und Betrieb
Das Umspannwerk transformiert die elektrische Spannung aus dem 110-kV-Verteilnetz der Salzburg AG auf das Mittelspannungsnetz mit 30 kV für die Versorgung der umliegend Stadtgegenden.

## Nachweise
- Heizkraftwerk HKW Mitte, Bétrix & Consolascio, b-c-arch.ch (Kurzbeschreibung)
- Umspannwerk West, Eintrag in nextroom.at
- Industrie und Gewerbe: 06 Umspannwerk West, Stadt Salzburg, Architekturforum, archtour-stadt-salzburg.at

1. ↑  Zitat archtour-stadt-salzburg.at

Koordinaten: 47° 47′ 30,9″ N, 13° 1′ 7,2″ O